# Юханссон, Хенна
Хенна Катарина Юханссон (швед. Henna Katarina Johansson, род. 1 мая 1991) — шведская спортсменка, борец вольного стиля, чемпионка Европы 2012 года, призёр чемпионатов мира и Европы. Участница летних Олимпийских игр 2012, 2016 и 2020 годов. Участница Европейских игр 2015 года.

## Биография
В 2009 году на чемпионате Европы в Литве, в категории до 63 кг, она завоевала бронзовую медаль. Через год, на чемпионате мира в Москве, она стала третьей и получила бронзу чемпионата мира.
В 2012 году на чемпионате Европы в Белграде она стала чемпионкой в весовой категории до 67 кг. В этом же году принимала участие в летних Олимпийских играх в Лондоне.
На летних Олимпийских играх в Бразилии она выступила в весовой категории до 63 кг. Уступила в четвертьфинале белорусской спортсменке Марии Мамошук.
В мае 2018 года на чемпионате Европы в Каспийске стала третьей в весовой категории до 65 кг и завоевала бронзовую медаль.
На предолимпийском чемпионате мира в Казахстане в 2019 году в весовой категории до 62 кг, Хенна завоевала бронзовую медаль повторив свой успех на мировых чемпионатах.